# Apocalipsa după Cioran
Apocalipsa după Cioran es un filme documental rumano de 1995 producido por Video Dialog. El documental está dirigido por Sorin Ilieșiu y guionado por el propio Ilieșiu conjuntamente con Gabriel Liiceanu.

## Marco espaciotemporal
La docupelícula fue filmada en junio de 1990, en París y Rumanía, con la narración omnipresente, casi siempre como voz en off, de Gabriel Liiceanu.

Los actores son este, el propio Cioran, su hermano Aurel, y Petre Țuțea, que apenas aparece, todos los cuales dan testimonios y anécdotas del autor.

También consta de una sola parte. A su vez, posee  (o comparte) fragmentos de otro documental de cinco partes, titulado Ejercicio de admiración (Exerciţiu de admiraţie), aunque cambiando las tomas de las cámaras y redistribuyendo las intervenciones tanto de Cioran, como de aquellos que dan testimonios de la vida y obra del autor.

## Título del documental
El documental también es conocido en su versión en inglés como The Apocalypse according to Cioran y en francés como L'Apocalypse selon Cioran que establece una diferencia en el nexo preposicional entre el título original y sus traducciones. Uno se perfila más al significado “después de” (“după”, en rumano) y los otros tres (inglés, francés y español) a “según” o “de acuerdo con”. Todo lo cual genera un matiz de significado diferente.

## Premios
Ha obtenido los siguientes premios:
- Premiul pentru Scenariu, Uniunea Cineaştilor '96 (Premio Unión de Cineastas al Mejor Guion de 1996).
- Premiul special al juriului Mediafest 1996 (Premio Especial del Jurado Mediafest de 1996).[2]